# إيستلي (دائرة انتخابية في المملكة المتحدة)
ايستلي  (بالإنجليزية: Eastleigh) هي إحدى الدوائر الانتخابية في المملكة المتحدة الممثلة في مجلس العموم في برلمان المملكة المتحدة.
عضو البرلمان الذي يمثلها حالياً هو :Chris Huhne (LD).